# Puchar Polski kobiet w piłce nożnej 2006/07, grupa świętokrzyska
Puchar Polski kobiet w piłce nożnej w sezonie 2006/07, grupa: świętokrzyska
I runda – 14 października 2006
Klub Żak Kielce miał wolny los.
Olimpia Pogoń Staszów – Razem Daleszyce 0:4
PTS Piekoszów – Granat Skarżysko-Kamienna 0:3- walkower
Klub PTS Piekoszów wycofał się ze względu na kłpoty finansowe.
GKS Nowiny (Sitkówka-Nowiny) – Lechia Strawczyn – 0:3- walkower
Klub GKS Nowiny (Sitkówka-Nowiny) zrezygnował z uczestnictwa w turnieju.
Półfinały – 21 – 25 października 2006
Granat Skarżysko-Kamienna – Razem Daleszyce 4:4, po dogrywce, karne: 6:5
Lechia Strawczyn – Żak Kielce 0:7
Finał – 8 listopada 2006 Suchedniów
Żak Kielce – Granat Skarżysko-Kamienna 7:0